# 황유
황유(黃裕, 1421년 ~ 1450년)는 조선 제3대 왕 태종(太宗)의 서녀인 숙안옹주(淑安翁主)의 부마이다. 본관은 회덕(懷德), 자(字)는 맹용(孟容), 시호는 양도(良悼)이다.

## 생애
충청도 관찰사를 지낸 황자후(黃子厚)의 아들이다.
1432년(세종 14) 나이 12세에 태종(太宗) 후궁(後宮)의 딸 숙안옹주(淑安翁主)와 결혼하여, 회천군(懷川君)에 봉해졌다.
1444년 통헌대부(通憲大夫)에 오르고, 표문을 가지고 북경에 가서 사은(謝恩)하고 돌아왔다.
1446년(세종 28) 정2품 봉헌대부(奉憲大夫)로 승진하였다.
1450년(문종 즉위년) 6월 25일 졸(卒)하니, 나이 30이었다. 치조(致弔)·치부(致賻)·치전(致奠)하고, 시호를 양도(良悼)라 하였는데, 온화하고 양순하고 낙(樂)을 좋아하는 것을 양(良)이라 하고, 중년에 일찍 죽은 것을 도(悼)라 한다. 네 아들을 낳았는데 모두 어렸다. 관가에서 장사(葬事)를 치르게 하였다.

## 가족 관계
- 아버지 : 황자후(黃子厚)
- 어머니 : 청주 한씨(淸州 韓氏)
- 처부 : 태종(太宗, 1367~1422, 재위: 1400~1418)
- 처모 : 후궁 김씨(後宮 金氏)
  - 배우자 : 숙안옹주(淑安翁主, ? ~ 1464년)
    - 장남 : 황정(黃汀)
    - 차남 : 황제(黃濟)
    - 삼남 : 황호(黃浩)
    - 사남 : 황소(黃沼)
    - 오남 : 황징(黃澂)